# Ermida de Nossa Senhora da Guia

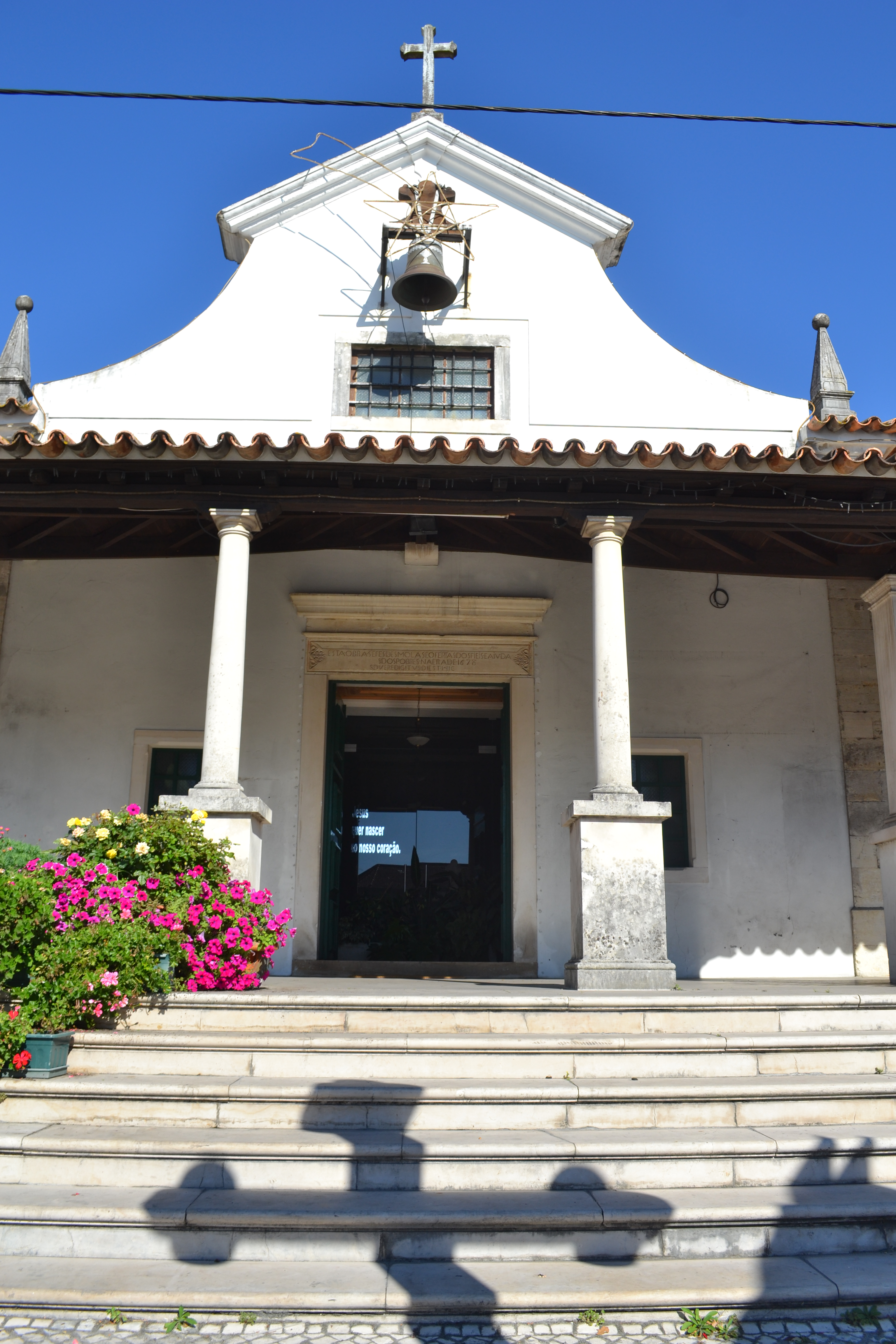
Frente da Ermida Nossa Senhora da Guia

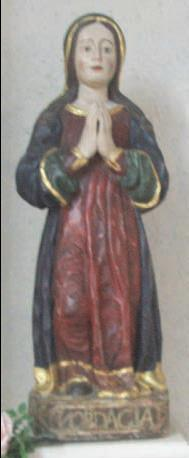
Imagem Nossa Senhora da Guia

A Ermida de Nossa Senhora da Guia situa-se em Guia, na atual freguesia de Guia, Ilha e Mata Mourisca, no Município de Pombal.
Está classificada como Imóvel de Interesse Público desde 1978.
Construção seiscentista, é o ex-libris de Guia. Foi a partir deste templo dedicado à Santíssima Estrela dos Navegantes (Ave Maris Stella) que a povoação se foi desenvolvendo. Construída de adobes (espécie de tijolo de terra seca ao sol), tem 18 metros de comprimento e 9 metros de largo. A capela-mor está dividida do corpo da igreja por um arco de pedraria e tem três altares.
Contam os mais velhos que, em certa época, um marinheiro se perdeu por estas bandas e pediu ajuda a Nossa Senhora para o guiar no seu regresso, sob a promessa que lhe daria um telhado de vidro, para a Ermida. Ambos cumpriram e uma parte desse mesmo telhado ainda existe na capela. Património de interesse nacional, merece uma visita atenta. Destaca-se a beleza da talha dourada do altar, restaurada em 2005, e o tecto de madeira com caixotões pintados que irá ser alvo de restauro. Curiosa é a porta que dá entrada para a sacristia, profusamente trabalhado com vários elementos da época dos Descobrimentos.
Merece devoção a santa que encima o altar-mor, padroeira da freguesia mas, alertamos os mais distraídos para uma outra Nossa Senhora da Guia, mais antiga, que se exibe num pequeno altar lateral: bela peça de arte sacra majestosamente restaurada e datada dos primórdios do templo.

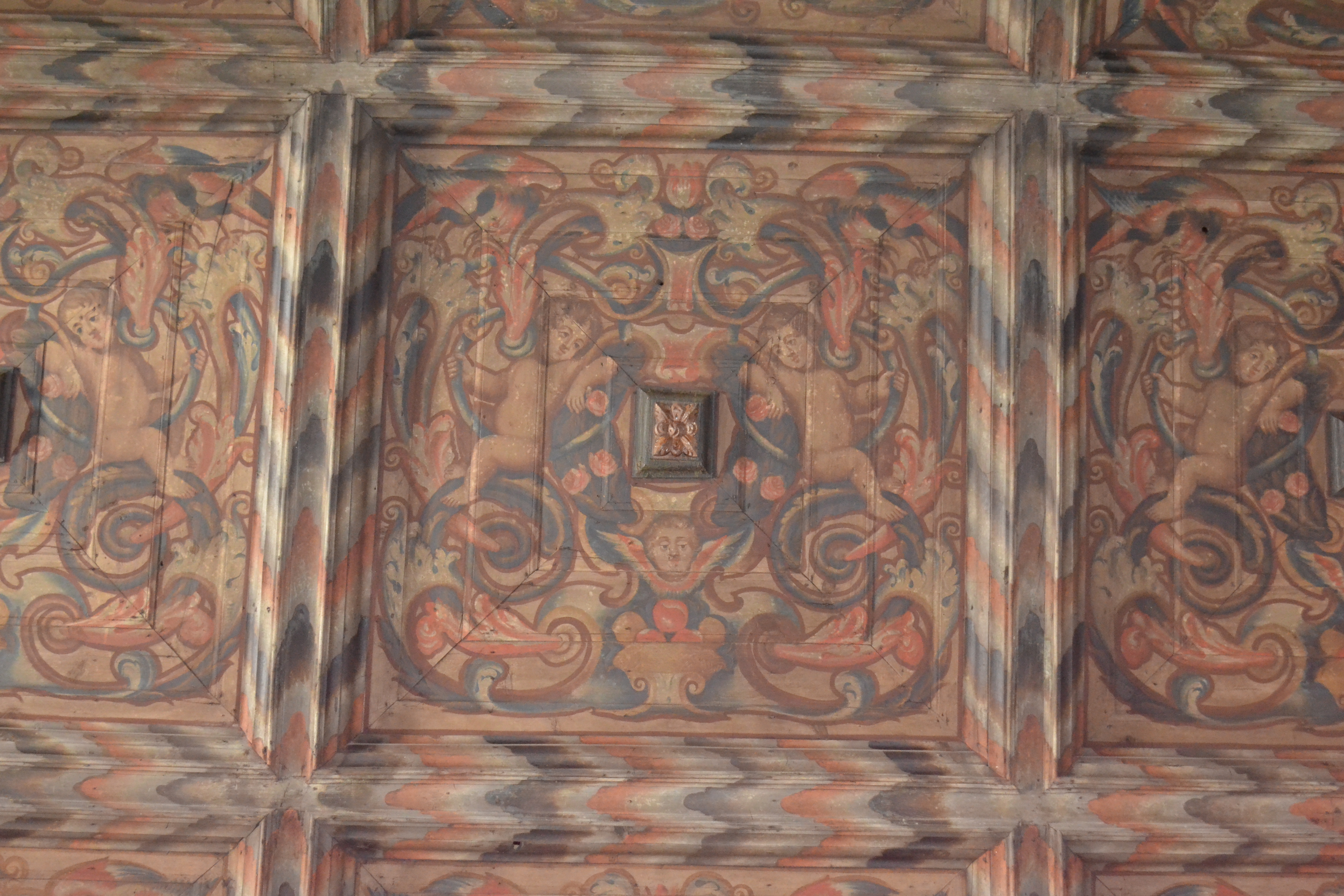
Tecto caixotões em madeira pintada

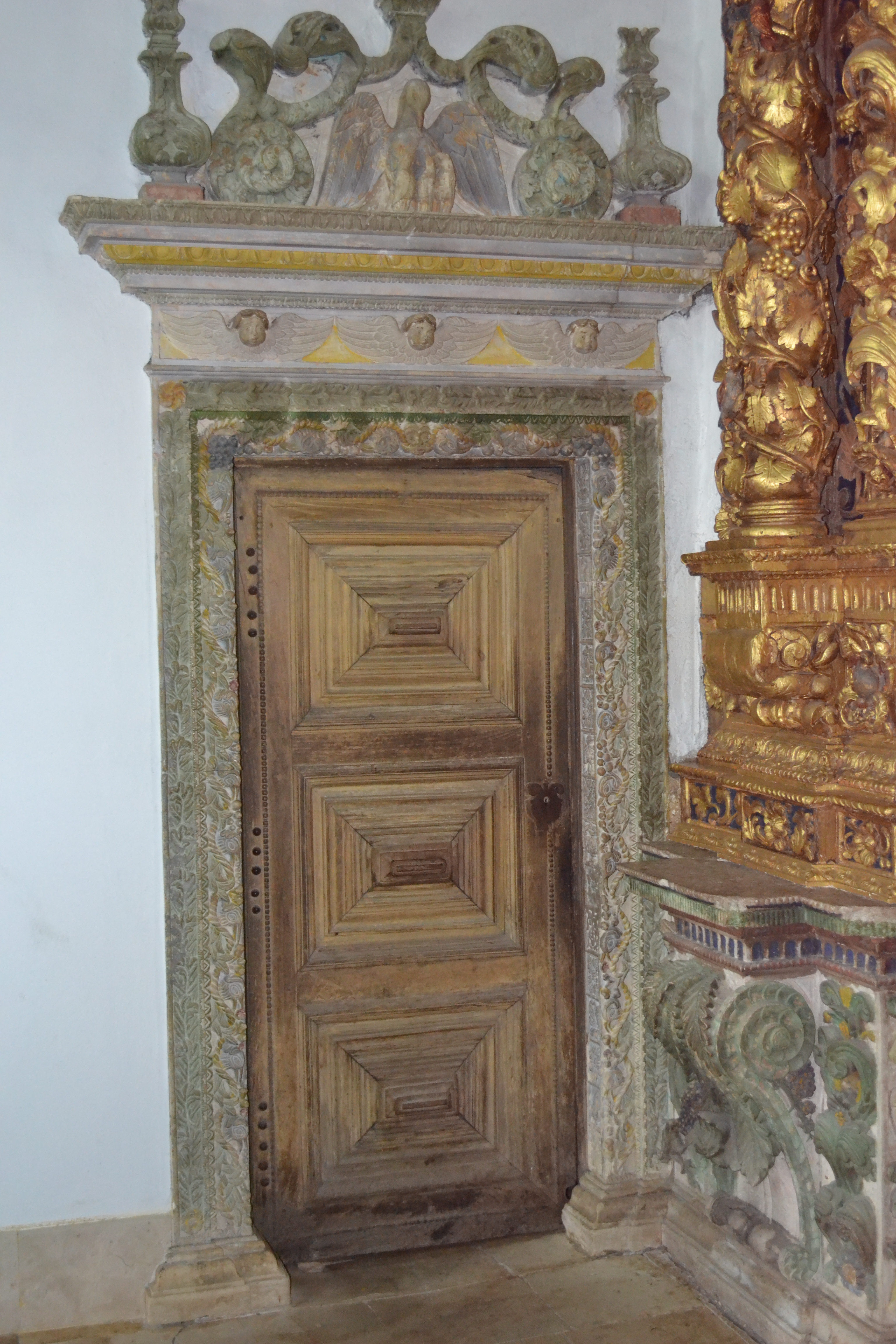
Porta da sacristia